# Jože Goričar
Jože Goričar, slovenski sociolog, akademik in pedagog, *20. januar 1907, Mozirje, † 20. februar 1985, Novi Sad.

## Življenjepis
Študiral je na Pravni fakulteti v Ljubljani in Zagrebu, kjer je 1931 promoviral za doktorja prava, nato je delal v odvetništvu. Med 2. svetovno vojno je bil v nemškem ujetništvu oz. na prisilnem delu, od 1944 pa je sodeloval v narodnoosvobodilnem gibanju. Po vojni je delal v sodstvu (v Mariboru) in pravosodju, mdr. od 1949 kot pomočnik ministra za pravosodje LRS, član ustavne komisije Slovenije in Jugoslavije, član zveznega sveta za znanstvreno delo itd. Od 1951 je predaval na Pravni fakulteti Univerze v Ljubljani, kjer je leta 1952 postal izredni in 1957 prvi redni profesor za sociologijo, od 1961 do 1977 je bil predstojnik katedre za sociologijo (oz. od 1965 za sociologijo in terorijo države ter prava) na tej fakulteti. Kot snovalec izobraževalnih programov, mentor in profesor je sodeloval tudi na Inštitutu za družbene vede v Beogradu, nato še na Visoki šoli za politične vede v Beogradu in Ljubljani (kasnejša Fakulteta za sociologijo, politične vede in novinarstvo- FSPN oz. FDV) ter na oddelku za sociologijo Filozofske fakultete v Ljubljani kot predavatelj sodobnih socioloških teorij.  Bil je dekan Pravno-ekonomske fakultete (v času njenega obstoja, 1954-57), vodja sociološkega oddelka univerzitetnega Inštituta za sociologijo in filozofijo, 1964-67 pa tudi njegov direktor (drugi po vrsti za Borisom Ziherlom). Urejal je Ljudskega pravnika (kasneje Pravnik) in revijo Sociologija. Bil je med utemeljitelji slovenske in jugoslovanske marksistične sociologije (znane so njegove sociološke razlage države in prava, razvoja političnih in socioloških teorij ter opredelitve predmeta in družbene vloge sociologije. Obravnaval je problematiko razredne strukture in stratifikacije sodobne jugoslovanske družbe, socialne diferenciacije in konfliktov ter razvoj samoupravljanja.  
Med leti 1951 in 1981 je izšlo kar 6 slovenskih in 11 srbskohrvaških izdaj njegovega učbenika obče sociologije. Zlasti njegovo delo Oris zgodovine političnih teorij je bistveno prispeval k zavračanju dogmatičnega razumevanja zgodovinskega materializma ter k utrjevanju sociologije kot znanstvene discipline. 
Bil je soustanovitelj Jugoslovanskega združenja za sociologijo in postal njegov prvi predsednik. Leta 1969 je postal dopisni (oz. izredni) član Slovenske akademije znanosti in umetnosti, 1976 redni član SAZU, od leta 1978 do svoje smrti pa je bil glavni tajnik SAZU. Leta 1979 je dobil Kidričevo nagrado ter bil istega leta imenovan za zaslužnega profesorja ljubljanske univerze. Bil je častni član komiteja direktorjev v Evropskem centru za koordinacijo raziskav in dokumentacijo družbenih znanosti na Dunaju in član Inštituta za pravno sociologijo v Bruslju. 
Po njem je bila poimenovana Osrednja družboslovna knjižnica Jožeta Goričarja, ki deluje na Fakulteti za družbene vede v Ljubljani. 
DELA - monografije:
- Uvod v družbene vede I/II (1953/54)
- Oris zgodovine političnih teorij: od antike do industrijske revolucije (1959)
- Sociologija: osnovi marksističke opšte teorije o društvu (več izdaj od 1959 do 1981)
- Temelji obče sociologije (1967, 1980-4. izdaja)
- Oris razvoja socioloških teorij (1969)
- Razprave in zapisi (1979).